# Marseniopsis
Marseniopsis is een geslacht van weekdieren uit de klasse van de Gastropoda (slakken).

## Soorten
- Marseniopsis antarctica Vayssière, 1906
- Marseniopsis conica (E. A. Smith, 1902)
- Marseniopsis hexalateratus Egorova, 2007
- Marseniopsis mollis (E. A. Smith, 1902)
- Marseniopsis pacifica Bergh, 1886
- Marseniopsis soliditesta Numanami, 1996
- Marseniopsis spherica Numanami, 1996
- Marseniopsis syowaensis Numanami & Okutani, 1991